# Johannes
Johannes ist ein männlicher Vorname und ein Familienname.

## Herkunft und Bedeutung
Der latinisierte Name Johannes geht auf Ἰωάννης Iōánnēs, die griechische Form des hebräischen Namens יֹוחָנָן jôḥānān bzw. יְהוֹחָנָן jəhôḥānān, zurück. Der Name setzt sich aus der Kurzform des jüdisch-christlichen Gottesnamens יהוה jhwh und dem Verb חנן ḥnn „gnädig sein, sich erbarmen“ zusammen und bedeutet „JHWH (der HERR) ist gnädig“.
Somit ist der Name als Dankname zu verstehen.
Im Christentum sind vor allem zwei Gestalten zu Namenspatronen geworden: Johannes der Täufer und der Apostel Johannes. Jedoch existieren biblisch noch weitere Namensträger.

## Verbreitung

### International
In Österreich hat sich der Name unter den beliebtesten Vornamen etabliert. Obwohl seit 1990 ein leichter Abwärtstrend zu erkennen ist, belegte der Name im Jahr 2020 immer noch Rang 33 der Hitliste.
In Norwegen gehörte Johannes zu Beginn des 20. Jahrhunderts zu den beliebtesten Jungennamen. Von 1951 bis 1991 gehörte der Name nicht zu den 100 beliebtesten Jungennamen. Mit seinem Wiedereintritt in die Top-100 begann ein Aufstieg des Namens, der im Jahr 2020 in Rang 9 der Hitliste gipfelte. Im Jahr 2021 belegte Johannes Rang 12 der Vornamenscharts.
War der Name Johannes in den 1990er Jahren in Schweden noch sehr beliebt, nahm seine Popularität in den frühen 2000er Jahren ab. Zuletzt belegte er in 2010 einen Rang unter den 100 beliebtesten Jungennamen.
In den Niederlanden ist der Name weit verbreitet. Auch dort zeigte sich in den vergangenen 15 Jahren ein Abwärtstrend. Im Jahr 2009 stand der Name noch auf Rang 50 der Hitlisten, im Jahr 2021 belegte er Rang 105.
Darüber hinaus ist der Name auch in Finnland, Dänemark, Belgien, der Schweiz und Estland verbreitet.

### Deutschland
Der Name Johannes war im ausgehenden 19. und beginnenden 20. Jahrhundert in Deutschland zwar einer der 20. beliebtesten Jungennamen, erreichte jedoch keine Spitzenposition. In den 1940er Jahren sank die Popularität des Namens zwar stark, jedoch tauchte der Name jedes Jahr in den Namensstatistiken auf und stand nur selten außerhalb der 100 meistvergebenen Jungennamen. In den 1980er Jahren war der Name sehr beliebt. Im Jahr 1989 belegte der Name Rang 16 in den Vornamenscharts. Seitdem wird er etwas seltener vergeben. Im Jahr 2021 stand Johannes auf Rang 79 der Hitliste.

## Varianten

### Männliche Varianten

#### Speziell nach dem Täufer benannt
- Johann Baptist

#### Weitere Varianten
- Albanisch: Gjon
- Amharisch: ዮሐንስ Yohannes
- Arabisch: يحيى Yahya, يوحنّا Yuhanna
- Aramäisch: Yochannen, Hanna
- Armenisch: Հովհաննես Hovhannes, Howhannes Յովհաննէս Jovhannes, Օհաննես Ohannes
  - Diminutiv: Հովո Hovo, Հովիկ Hovik
- Belarussisch: Іван Ivan, Iwan, Ян Jan
- Bulgarisch: Йоан Joan, Иван Ivan, Iwan
  - Diminutiv: Иво Ivo, Ванчо Vančo, Vancho, Янко Janko
- Dänisch: Ivan, Jan, Jens, Johan, John, Jon
  - Diminutiv: Hans, Jannick, Jannik
- Deutsch: Jan, Johann
  - Diminutiv: Hannes, Hans, Hansi, Hänschen, Hänsel, Hensel, Jo, Henning, Hennig, Henig
  - Landschaftlich: Gehann(s)[14]
- Englisch: Evan, Ian, Ivan, John, Jon, Sean, Shane, Shaun, Shawn, Shayne, Shon
  - Mittelalterlich: Hann, Jan, Jon
    - Diminutiv: Hankin, Jackin, Jankin

  - Irisch: Eoin, Seán, Sean, Shane
  - Kornisch: Jowan
  - Manx: Ean, Juan
  - Schottisch: Ian
    - Schottisch-Gälisch: Eòin, Iain
      - Diminutiv: Seoc

  - Walisisch: Evan, Iefan, Ieuan, Ifan, Ioan, Iwan, Siôn
    - Diminutiv: Ianto

  - Diminutiv: Hank, Jack, Jackie, Jake, Johnie, Johnnie, Johnny, Van
- Esperanto: Johano
  - Diminutiv: Joĉjo
- Estnisch: Ivan, Jaan, Juhan
  - Diminutiv: Ants, Hannes, Janek
- Färöisch: Jóannes, Jógvan, Jóhannes, Jón
- Fidschi: Jone
- Finnisch: Jani, Joni, Jouni, Juhana, Juhani
  - Samisch: Juhán
  - Diminutiv: Hannes, Hannu, Janne, Juha, Juho, Jukka, Jussi
- Französisch: Jean, Yann, Yoan, Yoann, Yohan, Yohann, Yvan
  - Mittelalterlich: Jehan
  - Bretonisch: Yann
    - Diminutiv: Yanick, Yannic, Yannick, Yannig

  - Korsisch: Ghjuvan, Ghjuvanni
  - Okzitanisch: Joan
  - Diminutiv: Jeannot, Yanick, Yanis, Yannick
- Georgisch: იოანე Ioane, ივანე Ivane
  - Diminutiv: ვანო Vano
- Griechisch: Ιωάννης Ioannis, Γιάνης Janis, Gianis, Γιάννης Jannis, Giannis
  - Altgriechisch: Ἰωάννης Iōannēs
- Hawaiianisch: Keoni
- Hebräisch: יֹוחָנָן jôḥānān, יְֹהוחָנָן jəhôḥānān
- Indonesisch: Yohanes
- Isländisch: Jón, Jóhann, Jóhannes, Hannes, Jens
  - Diminutiv: Nonni
- Italienisch: Giovanni, Ivan, Ivano
  - Sardisch: Giuanne, Juanne
  - Latein: Iohannes
  - Diminutiv: Gian, Gianni, Giannino, Giò, Nino, Vanni
    - Mittelalterlich: Zuan
- Kirchenslawisch: Іѡаннъ Ioannu
- Kroatisch: Ivan
  - Diminutiv: Ivica, Ivo, Janko, Vanja
- Lettisch: Ivans, Jānis
- Litauisch: Jonas
- Maltesisch: Ġwann
- Mazedonisch: Иван Ivan, Јован Jovan
  - Diminutiv: Иво Ivo, Јовица Jovica, Ванчо Vančo, Vancho
- Niederländisch: Jan, Johan, John
  - Limburgisch: Sjang, Sjeng
  - Diminutiv: Hanne, Hannes, Hans, Jo, Joop
- Norwegisch: Ivan, Jan, Jens, Johan, John, Jon, Jone
  - Diminutiv: Hans, Jo
- Persisch: یحیی Yahya
- Polnisch: Iwan, Jan
  - Diminutiv: Janek, Janusz, Jach
- Portugiesisch: Ivan, João, Ruan
  - Galicisch: Xoán
- Rumänisch: Ioan, Ion, Ivan
  - Diminutiv: Iancu, Ionel, Ionuț, Nelu
- Russisch: Иоанн Ioann, Иван Iwan
  - Diminutiv: Ваня Wanja
- Samoanisch: Sione
- Schwedisch: Ivan, Jan, Jens, Johan, John, Jon
  - Diminutiv: Hampus, Hannes, Hans, Hasse, Janne, Jöns
- Serbisch: Јован Jowan, Jovan, Иван Iwan, Ivan
  - Diminutiv: Ивица Iwica, Ivica, Иво Iwo, Ivo, Јанко Janko, Јовица Jowika, Jovika, Вања Wanja, Vanja
- Slowakisch: Ivan, Ján
  - Diminutiv: Janko
- Slowenisch: Anže, Anžej, Ivan, Jan, Janez
  - Diminutiv: Ivo, Janko, Vanja, Žan
- Spanisch: Ibán, Iván, Juan
  - Asturisch: Xuan
  - Baskisch: Ganix, Iban, Ion, Jon
  - Katalanisch: Jan, Joan
  - Diminutiv: Juancho, Juanito, Juantxo
- Tongaisch: Sione
- Tschechisch: Ivan, Jan
  - Diminutiv: Hanuš, Honza, Janek
- Türkisch: Yahya
- Ukrainisch: Іван Iwan, Ivan
- Ungarisch: Iván, János
  - Diminutiv: Jancsi, Jani

### Weibliche Varianten
siehe Johanna

### Familienname
Neben den o. g. als Familiennamen genutzten Vornamen, existieren folgende Varianten des Namens als Familienname:
- Armenisch: Հովհաննիսյան Hovanesian, Hovhannisyan
- Belarussisch: Іваноў Ivanow, Ivanoŭ
- Bulgarisch: Иванов Iwanow
  - Diminutiv: Иванков Iwankow, Ивов Iwow, Ванчев Wanchew, Ванев Wanew, Ванков Wankow, Ванчев Wantchew, Янев Janew, Янков Jankow
- Dänisch: Jensen, Jenson, Johannessen, Johansen, Johnsen
  - Diminutiv: Hansen
- Deutsch: Jans, Janson, Janz
  - Diminutiv: Gensch, Jahn
- Englisch: Evanson, Hanson, I’Anson, Janson, Jeanes, Johns, Johnson, Jones
  - Walisisch: Bevan, Evans
  - Diminutiv: Hancock, Jackson, Jenkins, Jennings, Jinks
- Griechisch: Γιαννόπουλος Jannopulos, Giannopoulos, Ιωαννίδης Ioannidis
- Isländisch: Jónsson, Jóhannsson, Jóhannesson, Jensson
- Italienisch (Diminutiv): Giannino, Nana, Nani, Nanni, Nannini, Zanetti, Zunino
- Kroatisch: Ivanović
  - Diminutiv: Ivanković, Janković
- Lettisch: Jansons
- Litauisch: Jonaitis, Jankauskas
- Mazedonisch: Иванов Iwanow, Ивановски Iwanowski, Јовановски Jovanovski
- Niederländisch: Jans, Jansen, Jansens, Jansing, Jansingh, Jansink, Janson, Janssen, Janssens, Janzen, Yancy
- Norwegisch: Jansen, Jensen, Jenssen, Johannessen, Johansen, Johnsen
  - Diminutiv: Hansen, Hanssen
- Polnisch: Janda, Jankowski, Janowski
- Rumänisch: Ionesco, Ionescu
- Russisch: Иванов Iwanow
- Schwedisch: Janson, Jansson, Johansson, Johnsson, Jonsson
  - Diminutiv: Hansson, Jönsson
- Serbisch: Ivanović, Jovanović
  - Diminutiv: Ivanković, Janković
- Slowakisch (Diminutiv): Jankovic
- Slowenisch (Diminutiv): Jankovič
- Spanisch: Ibáñez
- Tschechisch: Janda, Janíček
  - Diminutiv: Jandáček
- Tschechisch (Diminutiv): Jankovics
- Ukrainisch: Іванов Iwanow

## Namenstag
Die wichtigsten Namenstage sind:
- 24. Juni, der sogenannte Johannistag, der an Johannes den Täufer erinnert und auch im Zusammenhang mit der Sommersonnenwende reiche Traditionen gebildet hat
- 27. Dezember, der Gedenktag des Apostels und Evangelisten Johannes
- bei der griechisch-orthodoxen Kirche der 7. Januar für die griechische Form Ιωάννης Ioánnis bzw. Γιάννης Giánnis

Da es rund 200 Heilige und weitere Selige des Namens gibt, existieren auch noch zahlreiche weitere Namenstage, siehe Heiliger Johannes.

## Namensträger

### Vorname und Einzelname

#### Listen
- für Heilige siehe Heiliger Johannes
- für Päpste siehe Liste Johannes (Papstname)
- für Patriarchen siehe Liste Johannes (Patriarchen)
- für Herrscher siehe Liste der Herrscher namens Johannes

#### Einzelnamen
- Johannes (magister militum, † 441) († 441), spätantiker Heermeister (magister militum)
- Johannes (Konsul 456), römischer Konsul
- Johannes (Konsul 467), römischer Beamter und Konsul
- Johannes Scytha, spätantiker Heermeister (483–498), Konsul 489
- Johannes (magister militum, 6. Jahrhundert) († nach 553), spätantiker Heermeister (magister militum) und erfolgreicher Feldherr im 6. Jahrhundert
- Johannes Troglita (* vor 536; † nach 552), General des oströmischen Kaisers Justinian I.
- Johannes (Propst) (1280–1350), Grundbesitzer in Hohenaspe und Klosterpropst zu Uetersen
- Johannes von Antiochia (Historiker), spätantiker Historiker, 6./7. Jahrhundert
- Johannes Chrysostomos (344/49–407), spätantiker Prediger, Presbyter in Antiochia und Erzbischof von Konstantinopel
- Johannes von Antiochia (Bischof), Bischof von Antiochia 428–441
- Johannes VII. von Antiochia, 965–985 Patriarch der Syrisch-Orthodoxen Kirche von Antiochien
- Johannes der Armenier († 533), oströmischer Offizier
- Johannes von Arnsberg (auch Johann von Arnsberg; † 1319), nach der Umwandlung des Damenstifts Meschede in ein Kanonikerstift der erste Propst
- Johannes Hiltalingen von Basel (* ca. 1322; † 1392), Magister und Provinzial des Ordens der Augustiner-Eremiten
- Johannes von Biclaro, spätantiker Bischof und Chronist
- Johannes Bonus (1168–1249), italienischer Laienbruder
- Johannes von Buch (vor 1290–nach 1356), deutscher	Rechtsgelehrter
- Johannes Cassianus (um 360–435), Ordenspriester und Kirchenschriftsteller
- Johannes Capistranus (1386–1456), italienischer Wanderprediger
- Johannes de Castellione, Minderbruder, der um 1272/1273 in Paris predigte
- Johannes von Compsa (lateinisch Ioannes Compsinus, italienisch Giovanni Cosino; † 617), spätantiker Rebell in Süditalien
- Johannes (Constantia), Titularbischof von Constantia und 1447 Weihbischof in Cammin und in Havelberg
- Johannes Cottistis († 537), spätantiker Rebell in Mesopotamien
- Johannes von Damaskus (650–749), Kirchenvater
- Johannes de Eich, siehe Johann III. von Eych (1404–1464), Bischof von Eichstätt und Frühhumanist
- Johannes von Epiphaneia, spätantiker Geschichtsschreiber, der im 6. Jahrhundert lebte
- Johannes von Frankenstein, deutscher spätmittelalterlicher Theologe und Verfasser des geistlichen Epos Der Kreuziger (Der krûzigêre)
- Johannes de Friburgo (um 1250–1314), deutscher Mönch, Lektor und Kanonist
- Johannes von Gamala, antirömischer Aufrührer im ersten christlichen Jahrhundert gewesen sein
- Johannes (Gardar), Bischof von Orkney, dann Titularbischof von Gardar, Weihbischof im Bistum Cammin von 1389 bis 1407
- Johannes von Gischala (unbekannt–70), Anführer während des jüdischen Aufstands gegen Rom
- Johannes von Gorze (um 900–974), Benediktiner aus Lothringen, Diplomat, Gutsverwalter und Klosterreformer
- Johannes VIII. Grimholt (auch: Grymmolt, Grymmelt; * um 1450; † 1523), deutscher Bischof von Lübeck
- Johannes II. Hake (genannt von Göttingen, auch Johannes Griese van Westerholt; * um 1280; † 1349), Arzt und seit 1331 Bischof von Verden sowie ab 1341 Bischof von Freising
- Jehan de Vezelay (auch Johannes von Jerusalem), angeblicher mittelalterlicher Prophet
- Johannes Kinnamos (* kurz nach 1143; † um 1200), byzantinischer Geschichtsschreiber
- Ioannes von Kitros, Bischof des thessalonizensischen Suffraganbistums Kitros und byzantinischer Kanonist des 13. Jahrhunderts
- Johannes von Köln (Dombaumeister, 1270) (1270–1331), deutscher Baumeister
- Johannes von Köln (Dombaumeister, 1410) (1410–1481), deutscher Baumeister
- Johannes von Köln (Heiliger) (um 1520–1572), deutscher Ordenspriester und Märtyrer
- Johannes I. (Kraichgau), von 1090 bis 1104 Bischof von Speyer
- Johannes vom Kreuz (1542–1591), spanischer Dichter, Mystiker und Kirchenlehrer
- Johannes (Maieriensis), Titularbischof „Maieriensis“, Weihbischof im Bistum Cammin 1388
- Johannes Malalas, spätantiker Chronist
- Johannes van Meurs (1579–1639; auch Johann bzw. Johannes Meursius), niederländischer Altphilologe und Historiker
- Johannes von Mirecourt (* um 1300; † nach 1349, lateinisch Johannes de Mercuria), Philosoph und Theologe
- Johannes Moschos (540/550–um 620), byzantinischer Wandermönch und Schriftsteller
- Johannes de Muris (1300–1350), französischer Mathematiker, Astronom, Musiker und Kalenderreformer
- Johannes Mystakon (545–591), von 579 bis 591 Feldherr des oströmischen Reiches an der persischen Front
- Johannes (Oberzell) (gen. 1133), Stifter und erster Klostervorsteher von Oberzell
- Johannes von Oppido (* um 1073), normannischer Priester aus Unteritalien, der im Jahre 1102 zum Judentum konvertierte
- Johannes von Paris (1260–1306), scholastischer Philosoph und Theologe
- Johannes von Parma (1208–1289), achter Generalminister der Franziskaner
- Johannes de Plano Carpini (1185–1252), italienischer Franziskaner
- Johannes von Ravenna, oströmischer Patricius und Exarch von Ravenna von 608 ? bis zu seinem Tode 615
- Johannes von Rheinfelden (auch Johannes Teuto, Johannes von Basel; * um 1340; † unbekannt), Dominikaner in Freiburg im Breisgau
- Johannes Schenck von Grafenberg (1530–1598), deutscher Mediziner
- Johannes Secundus (1511–1536), niederländischer Dichter
- Johannes Skylitzes (im 11. Jahrhundert), byzantinischer Historiker
- Johannes (Tana), Titularbischof von Tana und Weihbischof in Cammin im 14. Jahrhundert
- Johannes (Tauris), Titularbischof von Tauris und Weihbischof in Schwerin im 14. Jahrhundert
- Johannes von Tepl (1342/50–1414), böhmischer Schriftsteller
- Johannes Teutonicus Zemeke († 1245), Verfasser der Glossa ordinaria zum Decretum Gratiani
- Johannes von Valence (1070–1145), Zisterzienser
- Johannes von Valkenburg, Minorit in Köln, Kalligraph und Buchmaler
- Johannes (Weihbischof) († 1257)
- Johannes von Werden (Franziskaner) († 1437), deutscher Minorit und Prediger, Verfasser der Predigtsammlung Dormi secure
- Johannes von Werden (Zisterzienser) († 1648), deutscher Mönch, Abt von Marienfeld
- Johannes von Wildeshausen, genannt Teutonicus (vor 1180–1252), General des Dominikanerordens
- Johannes von Winterthur (um 1300–1348 oder 1349), deutscher Franziskaner und mittelalterlicher Chronist

#### Vorname
- Johannes (Singer-Songwriter) (* 1997), österreichischer Singer-Songwriter
- Johannes Aigner (Skirennläufer) (* 2005), österreichischer Skirennläufer und Behindertensportler
- Johannes Aujesky (* 1993), österreichischer Freestyle-Skier
- Johannes R. Becher (1891–1958), deutscher Dichter und Politiker (SED)
- Johannes Bitter (* 1982), deutscher Handballspieler
- Johannes Brahms (1833–1897), deutscher Komponist
- Johannes Brandrup (* 1967), deutscher Schauspieler
- Johannes Bückler („Schinderhannes“; 1779–1803), Räuber und Mörder
- Johannes Calvin (1509–1564), Theologe und protestantischer Reformator
- Johannes Dyba (1929–2000), deutscher römisch-katholischer Theologe, Bischof von Fulda
- Johannes Gutenberg (ca. 1400–1468), Erfinder des Buchdrucks mit beweglichen Lettern
- Johannes Hahn (* 1957), österreichischer Politiker (ÖVP) und EU-Kommissar
- Johannes Heesters (1903–2011), niederländischer Schauspieler und Sänger
- Johannes Itten (1888–1967), Schweizer Maler, Kunsttheoretiker, Kunstpädagoge
- Johannes Kahrs (* 1963), deutscher Politiker (SPD)
- Johannes Kepler (1571–1630), Astronom, Physiker, Mathematiker und Naturphilosoph
- Johannes Kern (Komponist) (* 1965), österreichischer Komponist
- Johannes B. Kerner (* 1964), deutscher Fernsehmoderator
- Johannes Kühn (* 1991), deutscher Biathlet und Skilangläufer
- Johannes Mazomeit (* 1964), deutscher Botaniker und Umweltplaner
- Johannes Oerding (* 1981), deutscher Popsänger
- Johannes Rau (1931–2006), deutscher Politiker (SPD), Bundespräsident
- Johannes Mario Simmel (1924–2009), österreichischer Schriftsteller
- Johannes Teyssen (* 1959), deutscher Konzernmanager, Vorstandsvorsitzender der E.ON SE
- Johannes Vetter (* 1993), deutscher Leichtathlet
- Johannes Vogel (Abenteurer) (* 1984), deutscher Abenteurer, Survivalausbilder und Autor
- Johannes Wimmer (* 1983), deutscher Mediziner und Fernsehmoderator
- Johannes Wiegelmann (* 1993), deutscher Politiker (CDU), MdB

### Familienname
- Alain Johannes (* 1962), US-amerikanischer Rockmusiker und Musikproduzent
- Albert Johannes (1897–1983), deutscher Schauspieler, Synchron- und Hörspielsprecher
- Alexander Johannes (1834–1903), deutscher Generalleutnant
- Bernhard Johannes (1846–1899), Pionier der Alpenfotografie
- Berthold Johannes (* 1947), deutscher Diplomat
- Erich Johannes (1911–1994), deutscher Politiker (CDU)
- Eva Johannes (1934–2015), deutsche Tennisspielerin
- Francis Johannes (1874–1937), deutschstämmiger Geistlicher in den Vereinigten Staaten und römisch-katholischer Bischof von Leavenworth
- Heinz Johannes (1901–1945), deutscher Architekt, Bauforscher, Denkmalpfleger und Regierungsbaumeister
- Helalia Johannes (* 1980), namibische Marathonläuferin
- Hugo Johannes (1831–1907), deutscher Generalmajor
- Jakob Johannes (1877–1919), deutscher Eisenbahnschlosser, 1919 im Saargebiet hingerichtet
- Keagan Johannes (* 1999), südafrikanischer Rugbyspieler
- Klaus-Frédéric Johannes, deutscher Historiker und Archivar
- Kurt Johannes (Militär) (1864–1913), deutscher Oberstleutnant
- Kurt Johannes (Jurist) (1905–1981), deutscher Jurist und Kirchenfunktionär
- Marine Johannès (* 1995), französische Basketballspielerin
- Ralph Johannes (1929–2021), deutscher Architekt
- Robert Johannes (1854–1929), deutscher Verwaltungsbeamter
- Robert Johannes (1864–1926), deutscher Schauspieler, siehe Robert Lutkat
- Stina Johannes (* 2000), deutsche Fußballspielerin
- Tabita Johannes (* 1988), deutsche Schauspielerin
- Werner Johannes (1805–1871), Mitglied der Frankfurter Nationalversammlung
- Werner Johannes (Landrat) (1906–1989), deutscher Verwaltungsbeamter, Jurist und Landrat
- Wilhelm Johannes (1936–2022), deutscher Mineraloge

## Weiteres

### Redensarten
- Für die populärmedizinische Vorstellung, dass beim Mann die Länge seiner Nase im Verhältnis zur Länge seines Geschlechtsteils stehe,[15] existiert im Deutschen die Redensart „Wie die Nase eines Mannes, so auch sein Johannes“, die den Namen als Metapher für das Geschlechtsteil einsetzt.
- Der Spruch „Johannes, der kann es“ wurde durch das Chanson „Mein Johannes, ach der kann es“ der Sängerin Vicky Werckmeister aus der Revue Zieh’ dich aus (1928) bekannt.
- Das geflügelte Wort aus dem Märchen Die sieben Schwaben, Hannemann, geh du voran! zitiert den Namen als Nebenform.

### Werke
- Auf das Johannesevangelium wird häufig mit der Kurzform „Johannes“ Bezug genommen.
- Johannes Curio und Jacob Crell: De conservanda bona valetudine opusculum Scholæ Salernitanæ. Egenolphus, Francoforti 1545 (digitalisierte Ausgabe der Bayerischen Staatsbibliothek).
- Der treue Johannes aus Grimms Märchen (seit 1819)
- Johannes (1978), eine Erzählung von Heinz Körner